# Federal Protective Service
Federal Protective Service (FPS) är en amerikansk federal polis och bevakningtjänst som arbetar enbart mot myndigheter inom den amerikanska federala statsmakten. De utför polis- och bevakningsverksamhet vid fler än 9 500 myndighetsbyggnader i samtliga amerikanska delstater och amerikanska territorier. FPS har omkring 900 egna uniformerade poliser och ytterligare 13 000 som är kontrakterade via olika privata aktörer.
De bildades 1971 av understödsmyndigheten General Services Administration och var en del av den amerikanska migrations- och tullkriminalen U.S. Immigration and Customs Enforcement fram till den 28 oktober 2009 när den blev överförd till att bli underordnad till USA:s inrikessäkerhetsdepartement och dess avdelning National Protection and Programs Directorate.

## Galleri

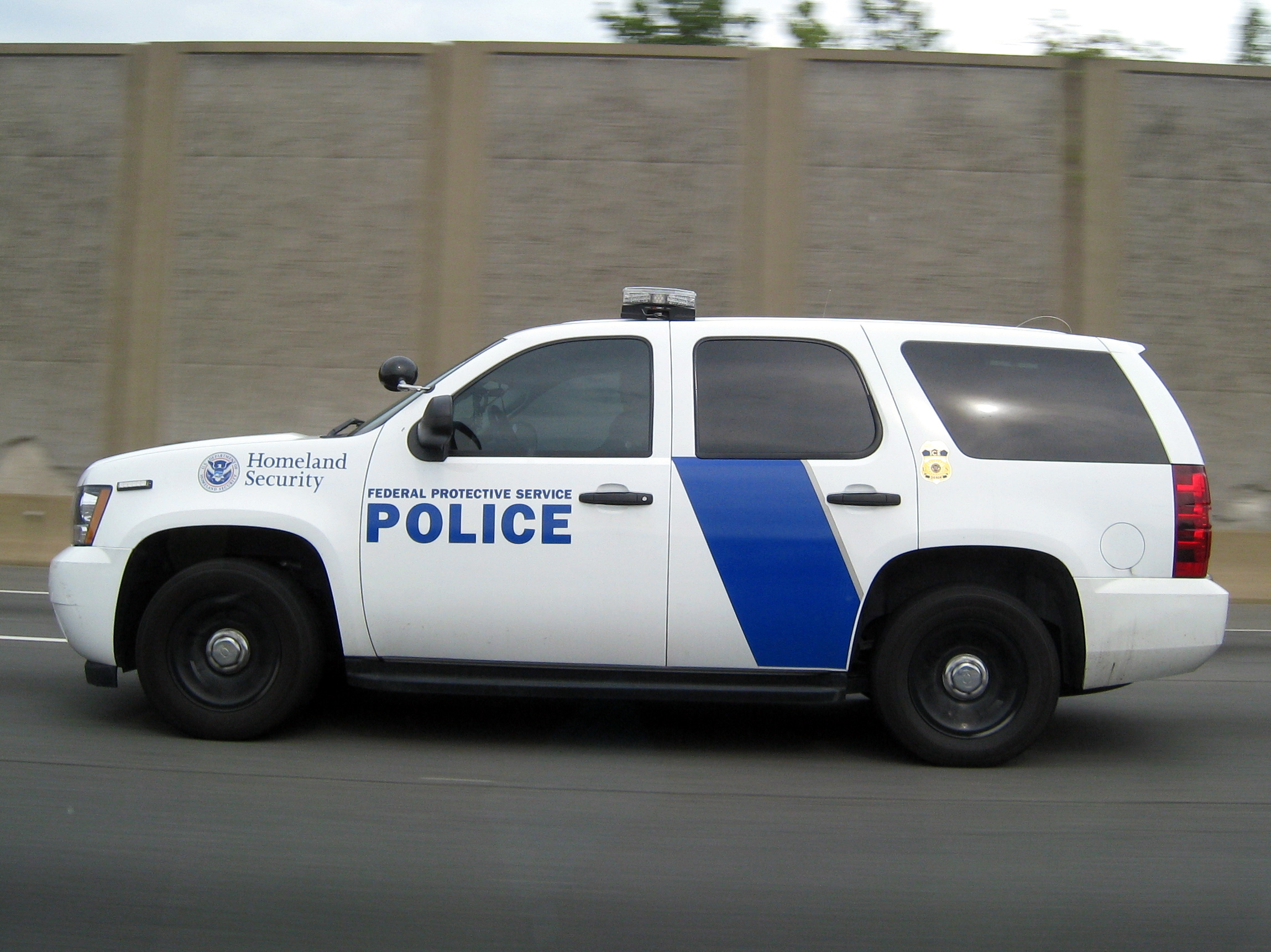
Polisfordon.
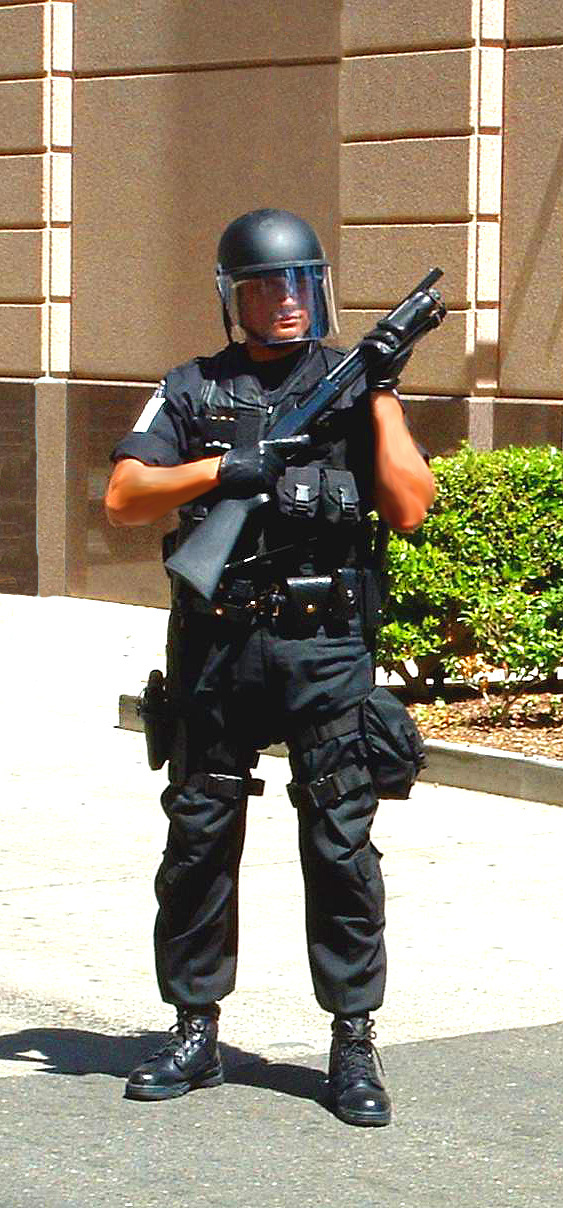
Insatspolis.
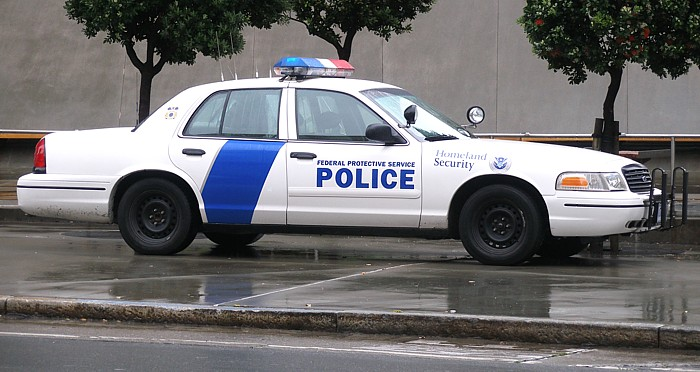
Polisfordon.